# Yoon Seo-ah
Im Sun-woo (en hangul, 이호정; nacida en Seúl el 30 de septiembre de 2000), conocida por su nombre artístico Yoon Seo-ah (윤서아), es una actriz surcoreana.

## Carrera
Además de actriz, es modelo publicitaria. Empezó a trabajar en televisión muy joven, ya a los 14 años. En 2016, con solo 16 años, presentó el programa juvenil Dream Junior para el canal MBC, y un año después presentó también otro programa juvenil, Mystery Restaurant Q, para el canal público educativo EBS.
En 2021 se dio a conocer al público adulto gracias a su interpretación del personaje de Seo Ji-wan en la serie Aun así. Ji-wan es una joven estudiante que tiene una historia, primero de amistad y después de amor, con una compañera de estudios, Yoon Sol (Lee Ho-jung). Según comentó un crítico, supo retratar «el conflicto interno y los cambios del personaje de una manera tridimensional con una actuación delicada pero animada», en un trabajo que fue acogido con favor por los espectadores, hasta el punto de que algunos juzgaron su relación amorosa más atractiva que la de los protagonistas.
En 2022 obtuvo el papel de Dong-geuml, la criada del inspector militar Yeo-shik, en la serie de ficción histórica Bloody Heart. Fue este un rodaje accidentado para la joven actriz, pues tuvo que suspender unas semanas su trabajo tras resultar positiva al Covid-19. También intervino en dos episodios de la exitosa serie Tribunal de menores, como uno de los personajes que protagonizan un caso que afronta la jueza Shim Eun-seok. Del mismo año es su participación en la serie de SBS Today's Webtoon, como On Noo-ri, la hermana menor de la protagonista Ma-eum (personaje interpretado por Sejeong).
Tras un 2023 donde apenas hizo una aparición especial en un episodio de Kokdu: Season of Deity, al año siguiente estuvo en el reparto de la serie de ciencia ficción Adiós, Tierra, con el personaje de Chae Young-ji; y a finales del mismo año apareció también como actriz de reparto en The Tale of Lady Ok, serie de ficción histórica de JTBC. Su personaje, Baek-yi, es la sirviente y mejor amiga de la protagonista Goo-deok, una esclava que vive como una dama y bajo falso nombre.

## Filmografía

### Series de televisión
| Año  | Título                  | Papel                        | Canal    | Notas                                   | Ref.                 |
| ---- | ----------------------- | ---------------------------- | -------- | --------------------------------------- | -------------------- |
| 2017 | Sweet Revenge           | Lim Seon-woo                 | Oksusu   | Serie web                               |                      |
| 2018 | Bad Papa                | Wang Hye-ji                  | MBC      |                                         | [ 7 ]                |
| 2019 | The Nokdu Flower        | Gisaeng                      | SBS      |                                         |                      |
| 2020 | True Beauty             | Lim Hee-kyung de adolescente | tvN      | Episodio 1                              |                      |
| 2020 | Love Revolution         | Bae Ji-yeon                  | Kakao TV | Serie web, episodio 7                   |                      |
| 2021 | Aun así                 | Seo Ji-wan                   | JTBC     |                                         | [ 3 ] [ 4 ] [ 11 ]   |
| 2022 | Tribunal de menores     | Ko Hye-rim                   | Netflix  | Serie web, aparición especial (ep. 4-5) |                      |
| 2022 | Bloody Heart            | Dong-geum                    | KBS2     |                                         | [ 12 ] [ 6 ]         |
| 2022 | Soundtrack 1            | Kim Seo-yeon                 | Disney+  | Serie web, aparición especial (ep. 4)   | [ 13 ]               |
| 2022 | Today's Webtoon         | On Noo-ri                    | SBS      |                                         | [ 14 ]               |
| 2023 | Kokdu: Season of Deity  | Eun-ji                       | MBC      | Aparición especial (ep. 2)              |                      |
| 2024 | Adiós, Tierra           | Chae Young-ji                | Netflix  | Serie web                               | [ 1 ]                |
| 2024 | El cuento de la dama Ok | Baek-yi                      | JTBC     |                                         | [ 15 ] [ 16 ] [ 17 ] |

## Otras actividades

### Programas de televisión
| Año     | Título                   | Hangul          | Función         | Canal | Notas                                                | Ref.  |
| ------- | ------------------------ | --------------- | --------------- | ----- | ---------------------------------------------------- | ----- |
| 2016-17 | Dream Junior             | 드림 주니어     | Presentadora    | MBC   |                                                      | [ 2 ] |
| 2017    | ¡Habla! Bonnie Hani      | 톡!톡! 보니하니 | Chica bang bang | EBS   | Programa infantil; del 12 de mayo al 8 de septiembre |       |
| 2017-18 | Restaurante Misterioso Q | 미스터리 식당 Q | Presentadora    | EBS   |                                                      | [ 2 ] |